# Gran Premi de l'est dels Estats Units del 1985

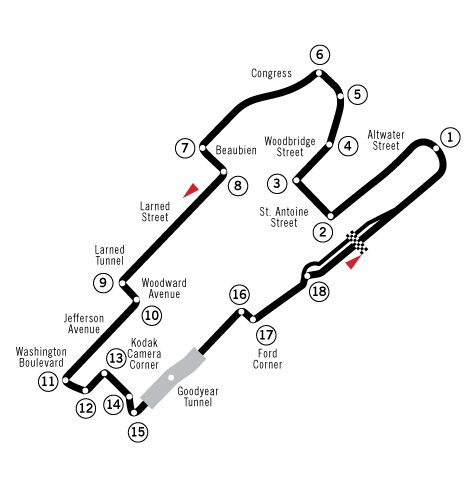
Circuit urbà de Detroit.

Resultats del Gran Premi de l'est dels Estats Units de Fórmula 1 de la temporada 1985, disputat al circuit urbà de Detroit el 23 de juny del 1985.

## Resultats
| Pos | No | Pilot              | Equip                    | Voltes | Temps/ Retirada  | Pos. de sortida | Punts |
| --- | -- | ------------------ | ------------------------ | ------ | ---------------- | --------------- | ----- |
| 1   | 6  | Keke Rosberg       | Williams - Honda         | 63     | 1h 55' 40. 1     | 5               | 9     |
| 2   | 28 | Stefan Johansson   | Ferrari                  | 63     | + 57.549 s       | 9               | 6     |
| 3   | 27 | Michele Alboreto   | Ferrari                  | 63     | + 1' 03.170 min. | 3               | 4     |
| 4   | 4  | Stefan Bellof      | Tyrrell - Ford           | 63     | + 1' 06.225 min. | 19              | 3     |
| 5   | 11 | Elio de Angelis    | Lotus - Renault          | 63     | + 1' 26.966 min. | 8               | 2     |
| 6   | 7  | Nelson Piquet      | Brabham - BMW            | 62     | + 1 Volta        | 10              | 1     |
| 7   | 18 | Thierry Boutsen    | Arrows - BMW             | 62     | + 1 Volta        | 21              |       |
| 8   | 8  | Marc Surer         | Brabham - BMW            | 62     | + 1 Volta        | 11              |       |
| 9   | 23 | Eddie Cheever      | Alfa Romeo               | 61     | + 2 Voltes       | 7               |       |
| 10  | 25 | Andrea de Cesaris  | Ligier - Renault         | 61     | + 2 Voltes       | 17              |       |
| 11  | 17 | Gerhard Berger     | Arrows - BMW             | 60     | + 3 Voltes       | 24              |       |
| 12  | 26 | Jacques Laffite    | Ligier - Renault         | 58     | + 5 Voltes       | 16              |       |
| Ret | 12 | Ayrton Senna       | Lotus - Renault          | 51     | Accident         | 1               |       |
| Ret | 3  | Martin Brundle     | Tyrrell - Ford           | 30     | Accident         | 18              |       |
| Ret | 10 | Philippe Alliot    | RAM - Hart               | 27     | Accident         | 23              |       |
| Ret | 5  | Nigel Mansell      | Williams - Honda         | 26     | Accident         | 2               |       |
| Ret | 2  | Alain Prost        | McLaren - TAG            | 19     | Frens            | 4               |       |
| Ret | 22 | Riccardo Patrese   | Alfa Romeo               | 19     | Part elèctrica   | 14              |       |
| Ret | 16 | Derek Warwick      | Renault                  | 18     | Transmissió      | 6               |       |
| Ret | 15 | Patrick Tambay     | Renault                  | 15     | Accident         | 15              |       |
| Ret | 29 | Pierluigi Martini  | Minardi - Motori Moderni | 11     | Motor            | 25              |       |
| Ret | 1  | Niki Lauda         | McLaren - TAG            | 10     | Frens            | 12              |       |
| Ret | 19 | Teo Fabi           | Toleman - Hart           | 4      | Embragatge       | 13              |       |
| Ret | 9  | Manfred Winkelhock | RAM - Hart               | 3      | Turbo            | 20              |       |
| Ret | 24 | Piercarlo Ghinzani | Osella - Alfa Romeo      | 0      | Accident         | 22              |       |

### Altres
- Pole: Ayrton Senna 1' 42. 051

- Volta ràpida: Ayrton Senna 1' 45. 612 (a la volta 51 de 63)